# Sporting Clube de Paris
Sporting Clube de Paris – francuski klub futsalowy z siedzibą w Paryżu, obecnie występuje w Division 1 (najwyższa klasa rozgrywkowa we Francji).

## Sukcesy
- Mistrzostwo Francji (4): 2011, 2012, 2013, 2014
- Puchar Francji (4): 2010, 2011, 2012, 2013